# Gibraltarees basketbalteam (mannen)
Het Gibraltarees nationaal basketbalteam is een team van basketballers dat Gibraltar vertegenwoordigt in internationale wedstrijden. De basketbalfederatie van Gibraltar is aangesloten bij FIBA Europe waardoor het basketbalteam in theorie kan participeren aan Eurobasket. Kwalificatie voor dit toernooi is echter tot op heden niet gelukt.